# Tracy Byrd
Tracy Lynn Byrd (Vidor, 17 dicembre 1966) è un cantante statunitense, esponente di musica country.

## Discografia
- 1992 - Tracy Byrd
- 1994 - No Ordinary Man
- 1995 - Love Lessons
- 1996 - Big Love
- 1998 - I'm from the Country
- 1999 - Keepers: Greatest Hits
- 1999 - It's About Time
- 2001 - Ten Rounds
- 2003 - The Truth About Men
- 2005 - Greatest Hits
- 2006 - Different Things